# Prolicaphrium
Prolicaphrium és un gènere extint de mamífers litopterns de la família dels proterotèrids que visqueren a Sud-amèrica durant el Miocè inferior, fa entre 17,5 i 21 milions d'anys. Se n'han trobat restes fòssils a la província argentina de Chubut. A diferència de parents propers com Diadiaphorus, el toateri i el proteroteri, tenia els ossos nasals molt allargats i que apuntaven cap endavant. A primera vista hauria semblat un cavall petit. El nom genèric Prolicaphrium significa ‘abans de Licaphrium’.